# ソニック・スクリュードライバー

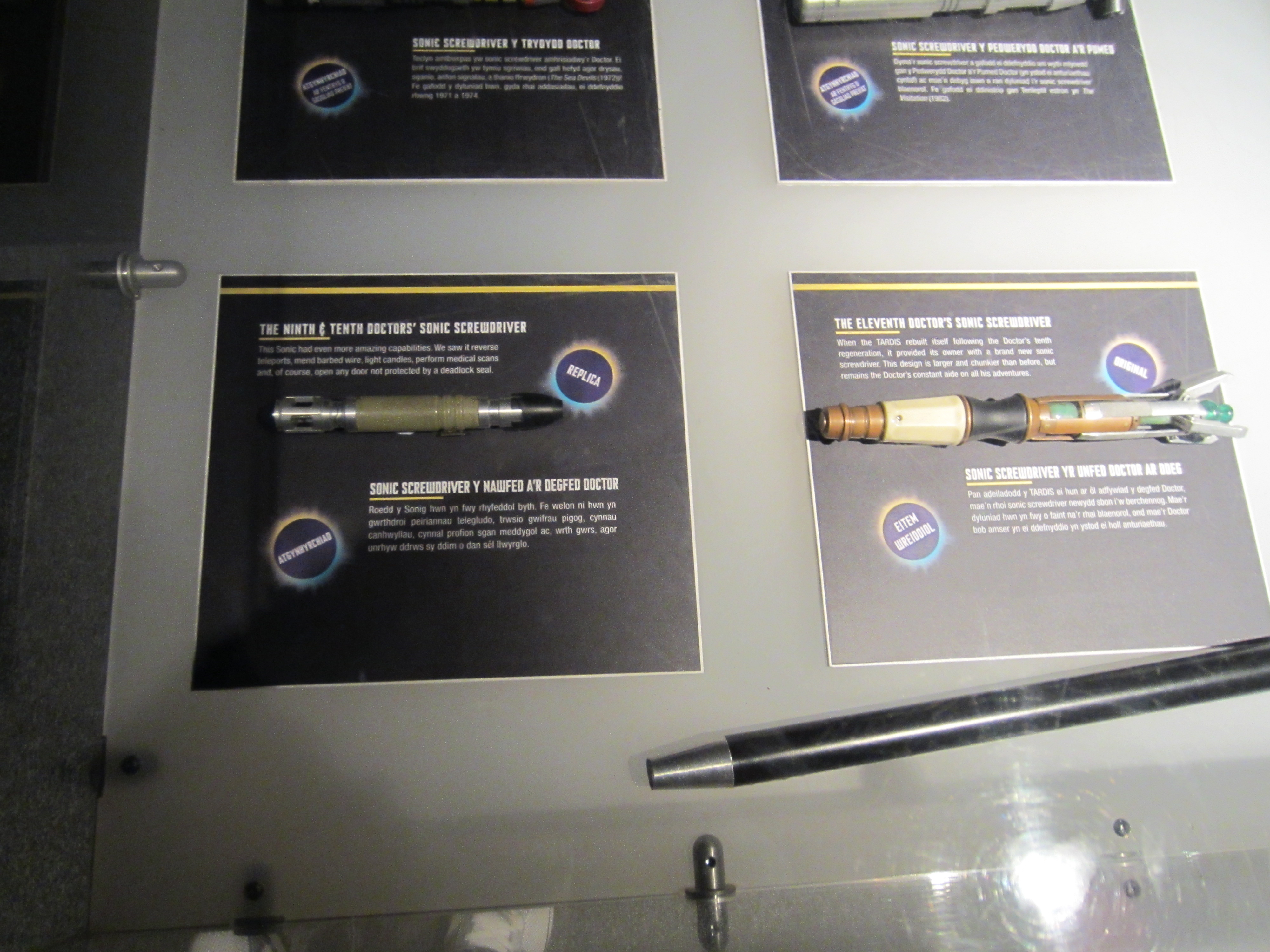
ドクター・フーエクスペリエンスに展示されたソニック・スクリュードライバー

ソニック・スクリュードライバー（英: sonic screwdriver）は、イギリスのSFドラマ『ドクター・フー』に登場する、多彩な用途を持つ架空の道具。主人公ドクターが使用する。ターディスと同様に番組のアイコンであり、スピンオフ作品 "The Sarah Jane Adventures" や『秘密情報部トーチウッド』にもソニック・リップスティックやソニック・ブラスター、ソニック・プローブ、ソニック・モジュレーターといった同様の道具が登場する。日本語版ではソニック・ドライバーと呼ばれる。
ソニック・ドライバーは1968年のエピソード "Fury from the Deep" で導入され、2代目ドクターの期間中にさらに2回使用された。3代目ドクターと4代目ドクターの時期に人気の道具となったが、脚本執筆でソニック・ドライバーの登場に制限がかかり、1982年から登場することは無くなった。1996年のテレビ映画で簡単に取り上げられた後、2005年から始動した新シリーズで完全な再登場を果たした。
ドクターの姿が変わるのと同様に、シリーズ全体を通してソニック・ドライバーには様々なバージョンがある。多くの場合は壊れ、新型が導入される運びとなっている。ドクター全員がソニック・ドライバーを使用したわけではなく、5代目ドクターは "The Visitation" でソニック・ドライバーが壊れたものの新たなソニック・ドライバーを用意していない。
12代目ドクターは当時まだ少年だったダーレクの創造主ダヴロスにソニック・ドライバーを貸し、一時的にソニック・ドライバーを持たずに旅をしていた。ソニック機能の備わったサングラスであるソニック・グラスを使用していたが、最終的にはターディスから新たなソニック・ドライバーを受け取っている。
このほかにもドクターは数々のケースでソニック・ドライバーを他の人物に貸すか渡すかしており、ローリー・ウィリアムズやカズラン・サーディック、自分のゲンガーなどがそれにあたる。また、12代目ドクターはリヴァー・ソングにソニック・ドライバーを渡しており、これは10代目ドクターが彼女を救うために使うことになった。

## 機能
ソニック・ドライバーはその名の通りねじ回しにソニック機能を搭載したものであり、音を介して物体に働きかける。ソニック機能を持つ道具同士を至近距離で作動させた場合、ソニックブームが発生する。
用途としては施錠・開錠やハッキング、スキャン、物体の再構築、破壊、信号の探知、テレポート、懐中電灯としての照明などが可能である。ただしデッド・ロックがかけられた物体には通用しない。また、木材で構築された物体にも通用しないが、数百年をかけて構造計算することで突破が可能となる。
サイバーマットへビームを撃つ、ダーレクやサイバーマンに向けて攻撃するといった描写が見られるが、基本的には人を殺しも傷つけもせず、ダーレクからも武器として認識されていない。

## 歴史

### 1968年 - 1982年、1996年
ソニック・ドライバーはヴィクター・ペンバートンが脚本を執筆した1968年の "Fury from the Deep" で初登場した。それ以来2代目ドクターが多目的道具として使い、シリーズを通して様々なバリエーションが見られるようになった。
その能力と全体の外見はクラシックシリーズにおいても大きく変化を遂げている。音波を使用して物体に対して遠隔の物理的な力を発揮することが名前から暗示されており、音を使って機械を解体する、ロックを解除するなど、2代目ドクターの時期に名前の示す通りの機能を示した。さらに、1968年の "The Dominators のエピソード5では溶接具として使用されている。ソニック・ドライバーは1968年に1回限りの道具として提案されたとマイケル・ブライアントは主張している。
3代目ドクターの時期には、ソニック・ドライバーが作中で万能な道具になるべきではないと製作総指揮バリー・レッツが強く主張し、脚本家がソニック・ドライバーに過度に依存しないよう制限を設けた。この間にソニック・ドライバーのデザインは大きな変更を受けた。"Sea Devils" ではドクターがソニック・ドライバーを用いて地雷を起爆しており、マイケル・E・ブライアントは音波で地雷を揺らすことで可能にしたと説明している。1972年から1973年にかけての "The Three Doctors" ではソニック・ドライバーはほとんど確認できないが、先端部がプラスチック製の赤い球でできたユニークな1回限りの小道具であった。バリー・レッツは小道具の厚みが実際のドライバーからかけ離れているとして、劇中で実際にドライバーなのかとジョー・グラントが尋ねるシーンを用意した。オリジナルのソニック・ドライバー用の小道具は1973年の "Carnival of Monsters" の撮影中に紛失し、残るシーズン用の新しい小道具を作る必要が生じた。ところが放送の順序と関係なくシリーズは制作されており、"The Three Doctors" は "Carnival" の後で撮影されたもののその前に放送されたため、ソニック・ドライバーはずっと新しい形状を維持する前に "The Three Doctors" の直後のエピソードで一旦以前の外見に戻っていた。
4代目ドクターの時期の最初の3年間は、製作総指揮フィリップ・ヒンチクリフがさらにソニック・ドライバーの使用を削減していた。バリー・レッツが総指揮を担った最後のストーリーである "Robot" での地雷の爆破と、ソニック・ランスとしての岩の切断が例外である。扉の開錠は別として、ソニック・ドライバーは4代目ドクター期の第2シーズンと第3シーズンでは大幅に使われなくなった。1977年にグラハム・ウィリアムズが制作総指揮を引き継ぐとソニック・ドライバーの復活が見られた。シーズン15のフィナーレでは4代目ドクターが「ソニック・ドライバーでも私を追い出すことはできない」と認めている。
シーズン16は時間の鍵を巡る物語が展開され、ソニック・ドライバーは常に取り上げられていた。4代目ドクターのコンパニオンであるタイムレディのロマーナは、ドクターのソニック・ドライバーに似た自分のものを作った。ドクターのものより小型で滑らかな形状をしており、ドクターは彼女のソニック・ドライバーを気に入って交換しようともした。シーズン18では、脚本家クリストファー・ビッドミードと制作総指揮ジョン・ネイサン・ターナーが可能な限りソニック・ドライバーの使用を控える意向でいた。
5代目ドクター期であるシーズン19の後半 "The Visitation"(1982) でソニック・ドライバーは退場した。ドクターが細胞を確保するのを防ぐためにテリレプティルがソニック・ドライバーを破壊し、ドクターは「古い友人を殺されたようだ」と悲しげに語った。これは製作総指揮ジョン・ネイサン・ターナーがソニックドライバーを退場させる指示を出したからであると2005年のDVDインタビューでエリック・サワードが説明している。サワードはターディスの中にソニック・ドライバーがいっぱいに詰まった食器棚があると信じて脚本を執筆した。どんな状況でも便利な機器（デウス・エクス・マキナ）は脚本に大きな制限がかかるとして、ネイサン・ターナーはソニック・ドライバーを再登場させないことを決定した。5代目ドクターがソニック・ドライバーを失ったことを10代目ドクターは揶揄しており、彼を「手ぶらになった」、「私はドクターだ。ヤカンと紐で宇宙を救える。」と発言している。クラシックシリーズの残りのエピソードでソニック・ドライバーが登場することは無かった。
1996年のテレビ映画版 "Doctor Who" と2013年のミニエピソード『ドクターの夜』では、7代目ドクターと8代目ドクターおよびウォードクターが、テレスコピックメカニズムの備わった新型のソニック・ドライバーを持っている。先代のソニック・ドライバーと類似するが、持ち手に金あるいは真鍮製のバンドがあり、底が平らで、出力部の先端が赤いといった違いがある。

### 2005年 - 2010年

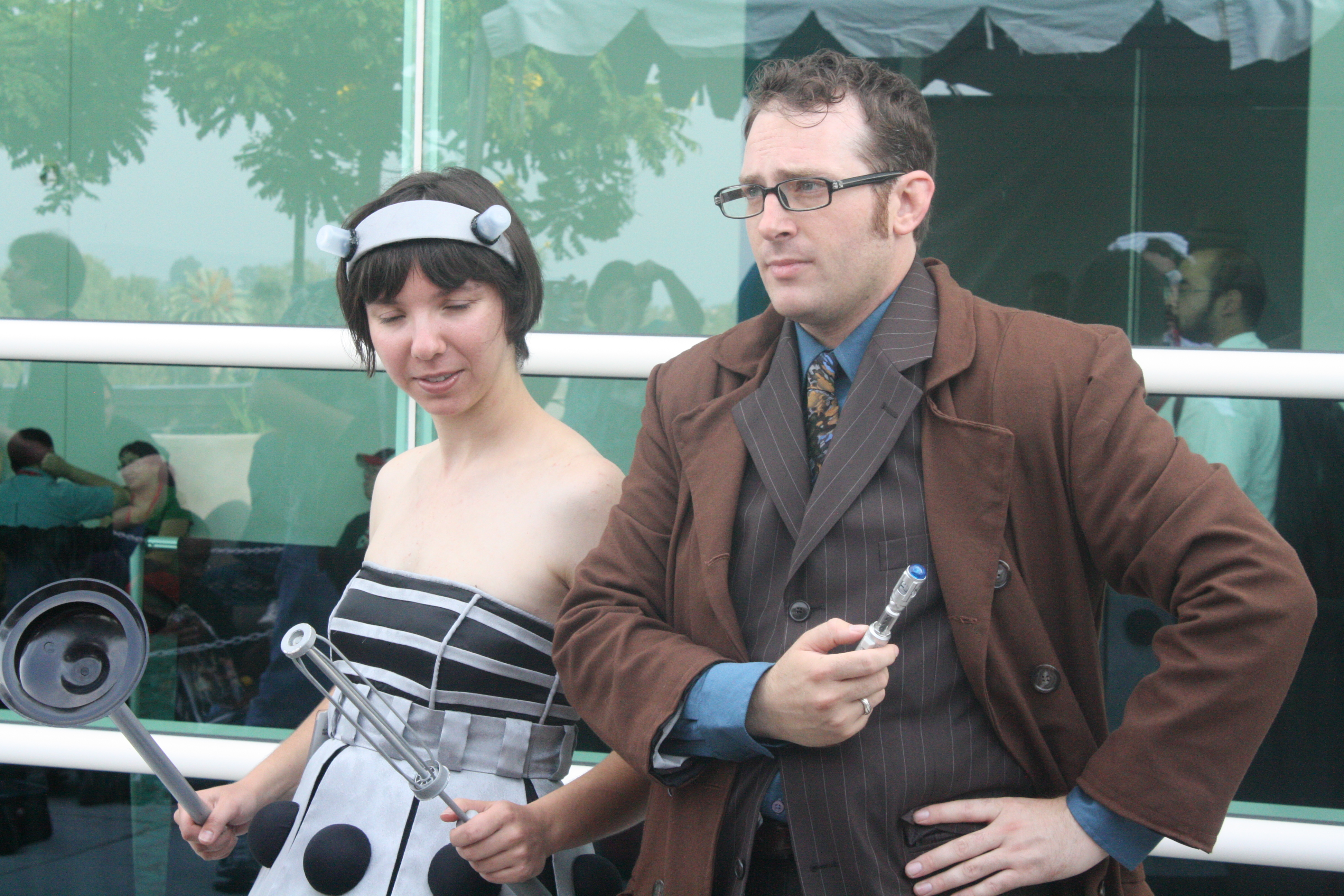
ソニック・ドライバーを持つ10代目ドクターとダーレクのコスプレ

2005年からの新シリーズでは音を出しつつ青色の光を放つソニック・ドライバーが登場し、主に9代目ドクターと10代目ドクターが使用した。ソニック・ドライバーは非常に破損しやすく、玩具職人アラスデアは新たなソニック・ドライバーの模型と金型を製作するようシリーズの制作陣に依頼されている。持ち手は銀色であったが、シリーズ4からはクリーム色に変更され、最終的に破損するまではこのバージョンが使用された。ソニック・ドライバーを万能な道具として使うべきではないとしたネイサン・ターナーとは対照的に、新シリーズの製作総指揮ラッセル・T・デイヴィスはソニック・ドライバーへ多数の機能と出番を与えた。ただし、先述のデッド・ロック・シールや木に対し通用しない設定も加えられた。
操作はボタンを押すことで可能である。10代目ドクターが病院のX線装置の出力を増幅させるために使用した際にソニック・ドライバーが燃え尽きてドクターは悲しむことになったが、劇中終盤で同型の新しいソニック・ドライバーが手に入った。なお、これは先述の柄がクリーム色のソニック・ドライバーの登場よりも1シリーズ前である。

### 2010年 - 2015年

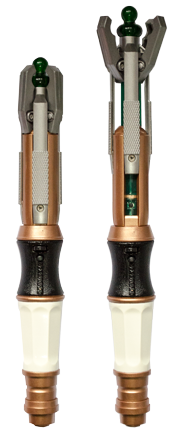
2010年から2015年のソニック・ドライバー

10代目ドクターが使用していたソニック・ドライバーは11代目ドクターがアトラクシの船へ信号を送ろうとした際に破損し、彼は生まれ変わったターディスの制御盤から新たなソニック・ドライバーを受け取っている。11代目ドクターのソニック・ドライバーは以前のものよりも大型であり、光は緑色で、手首を振ると先端部が展開する。
ドクターは幼少期のカズラン・サーディックのために飛翔性の魚類を呼び寄せようとソニック・ドライバーを使い、その半分は呼び寄せられたサメに捕食された。残された片方はカズランが老年期まで保管しており、自己修復能力でサメを再び呼び寄せ、大気に留まっている雲を霧散させることに貢献した。サメに飲み込まれなかった断片はカズランがそのまま所持し、ドクターは今後オリジナルのソニック・ドライバーの複製品を使って旅をすることとなった。
エイミー・ポンドがテッセレクタの中でソニック・ドライバーを使用する際、このバージョンはセッティングをする代わりにサイキックインターフェースを介して動作し、使用者は基本的にボタンを押すだけで考えている操作が可能と説明されている。同エピソードではソニック・ケーンと呼ばれる類似の道具が登場した。
50周年記念スペシャルに先駆けたミニエピソード『ドクターの夜』では、8代目ドクターが二度ソニック・ドライバーを使用している。これは　Big Finish のオーディオドラマで数多く使用されたアップデートされたスチームパンクなものではなく、以前に伸縮性のドライバーをテレビ映画で使用したものであった。
50周年記念スペシャル『ドクターの日』では、ウォードクターがもう一つのバージョンのソニック・ドライバーを使用している。デザインはかつて4代目ドクターが使用したものに類似し、リングと先端部の突起は取り除かれ、赤い光と基部の大きな赤いダイヤルに置き換えられている。エクセル展覧会センターで2013年11月23日にこのソニック・ドライバーのバージョンが公開され、"The Other Doctor's Sonic" としてラベルが貼られていた。このソニック・ドライバーは同エピソードにおいて、それぞれのドクターが使うソニック・ドライバーは全て同じソフトウェアであり、ウォードクターが数百年に及ぶ計算を開始して11代目ドクターが完了させるという描写をもたらした。これは劇中でダーレクの攻撃から故郷ガリフレイを救う作戦の根拠の1つにもなっている。
地雷原に囚われた少年を目撃した12代目ドクターは音響通路を作り上げて彼とコミュニケーションを取るが、少年の正体が幼少期のダヴロスであることが発覚する。彼は少年を見捨ててソニック・ドライバーを置き去りにし、後にダーレクの光線銃で地雷を処理してダヴロスを救出した。これ以来ダヴロスがソニック・ドライバーを所持し、ドクターはもうドライバーを持っていないことをクララ・オズワルドに伝えている。この時にソニック・ドライバーは経年劣化していた。

### 2015年 - 2017年

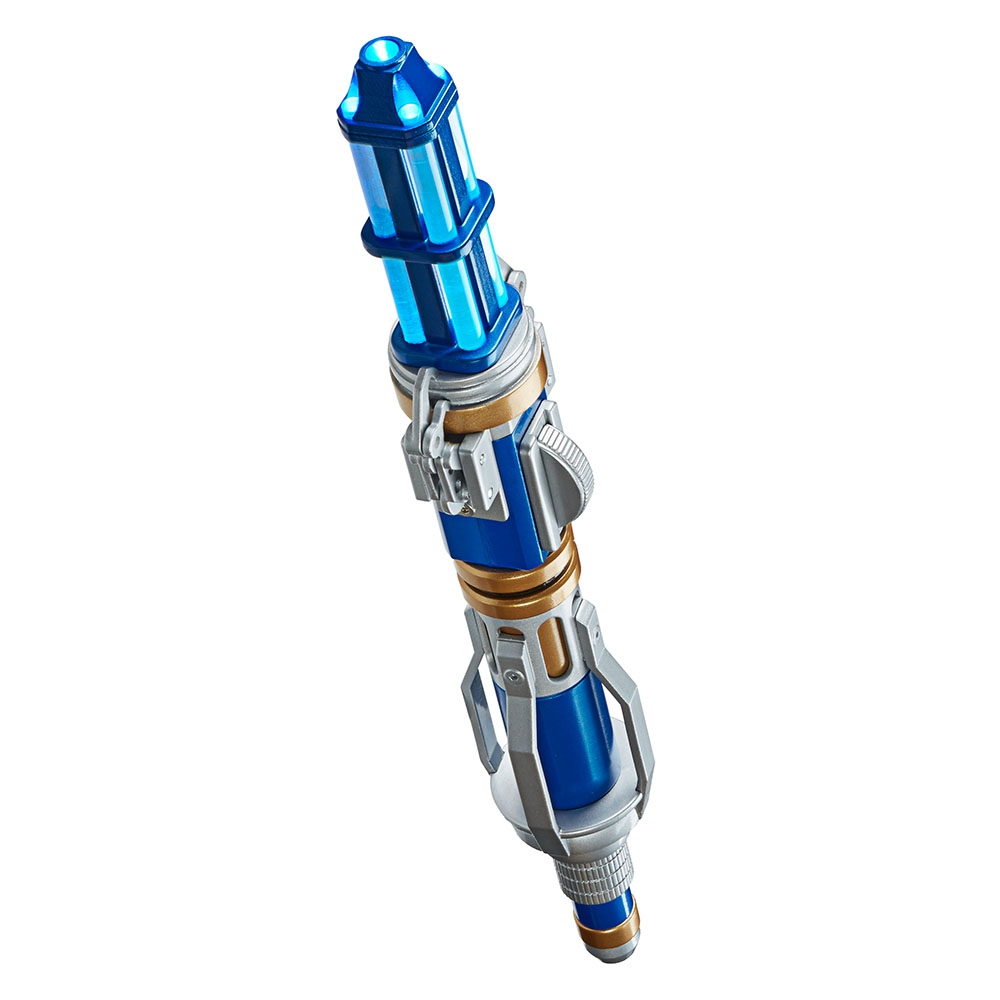
2015年から2017年のソニックスクリュードライバー

ダヴロスにソニック・ドライバーを渡した後のドクターはソニック・グラスを代わりに使用していたが、後にターディスが新たなソニック・ドライバーを作成した。これは金色と銀色の装飾が備わった青色の棒であり、上半分は直方体をなす。初めて使用されたのは2016年クリスマススペシャル『リヴァー・ソングの夫』であり、同エピソードではソニック・グラスも使用されている。スピンオフシリーズである『CLASS/クラス』においても、シャドウ族を撃退し時空間の裂け目を閉じるために使用されている。
12代目ドクターが勤務する大学のオフィスの卓上にはこれまでに登場したソニック・ドライバーの全ての複製品が置かれており、ナードルは5代目ドクターのものを使ってダーレクの侵入を阻んでいる。

### 2018年 -

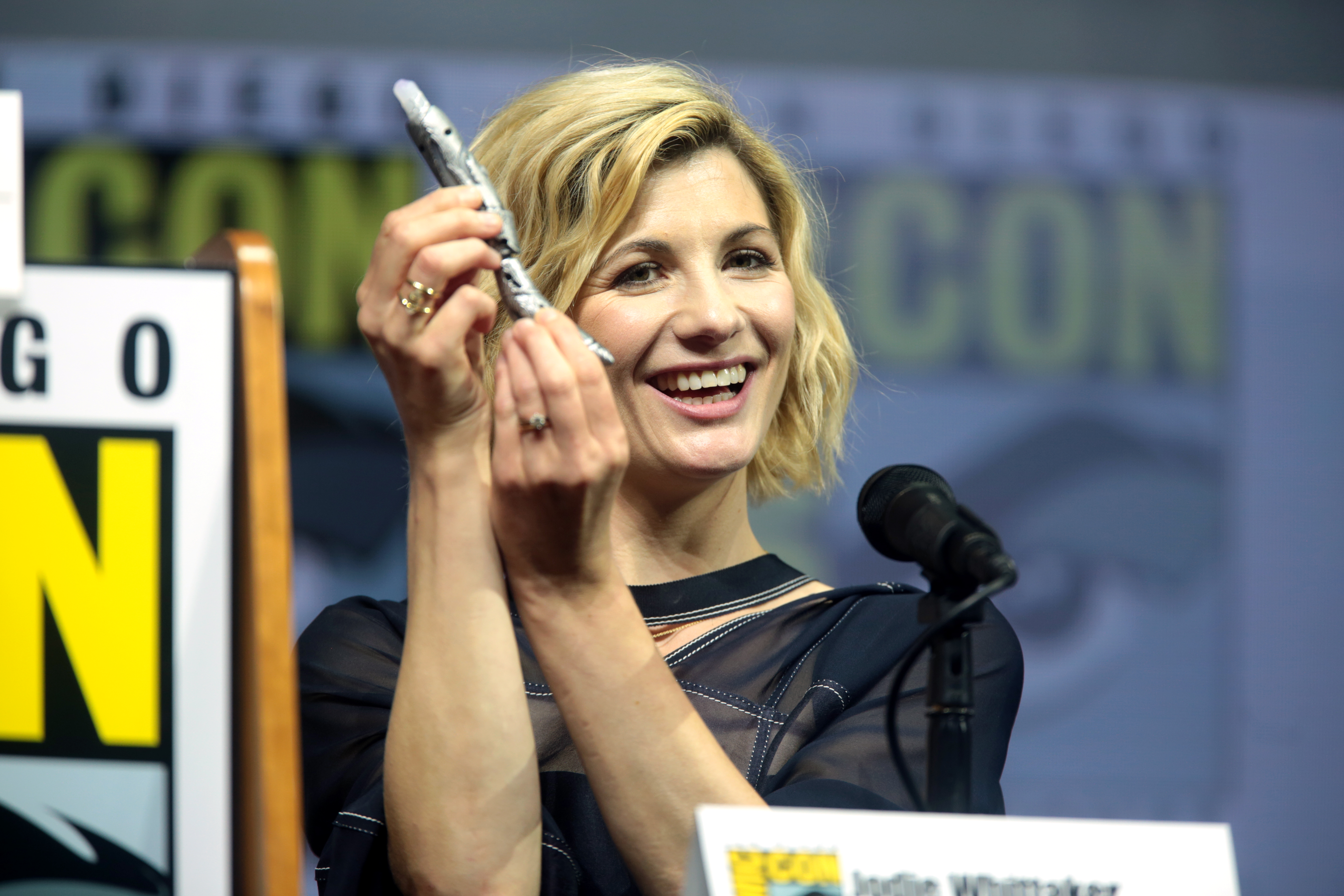
2018年以降のソニック・ドライバーを持つジョディ・ウィテカー

13代目ドクターは再生の際にソニック・ドライバーを失ったが、ツイム・シャの移動カプセルから回収したオレンジ色に輝く機器と金属の廃材から、彼女は新たなソニック・ドライバーを作り上げた。シェフィールドの鉄でできていることを誇る描写がある。

## 関連する装置
ソニック・ナイフ
"City of Death"(1979) で登場。スカーリオーニ伯爵がモナ・リザを保護するガラスを切断するのに使用した。
ソニック・ランス
"Attack of the Cybermen"(1985) で登場。6代目ドクターが使用した。
ソニック・ブラスター
『ドクターは踊る』(2005) で初登場。ジャック・ハークネスが使用する銃のような形状をした機器で、壁や床に正方形の穴を開けることやその復元が可能だが、相当量のバッテリーを消費する。ジャックの使用するものは51世紀のヴィレンガード工場で製造されたものであり、ソニック・ディスラプターやソニック・キャノンとしての機能も持つ。
『静寂の図書館』(2008) ではリヴァー・ソングが所持していることが明かされた。
レーザー・スクリュードライバー
『サウンド・オブ・ドラム』(2007) で初登場。マスターが地球で作り上げたことが示唆されており、またドクターのソニック・ドライバーよりも大型である。ラザラス博士が開発した若返り技術の小型化に成功し、それを応用した老化機能を備える。一撃で人間を殺害するビームを放つことも可能。生体認証システムが搭載され、マスター以外の人間は操作不能である。
シリーズ10で再登場を果たし、サイバーマンに対する攻撃で使用された。
ソニック・ペン
『ドナとドクター』(2008) で登場。アディポーズ社のミス・フォスターが使用し、ドクターによりソニック・ドライバーと同じ機能を持つと説明される。ただし、ソニック・ドライバーが開けなかったデッド・ロックのかかった窓を開放している描写がある。ドクターが奪ってソニック・ドライバーと共鳴させてソニックブームを発生させるなどしたのち、彼に回収された。
リヴァーのソニック・ドライバー
『静寂の図書館』(2008) で初登場。リヴァー・ソングが使用し、未来の彼が自分に渡したものだと主張する。劇中の終盤でバッテリーが残っており、10代目ドクターは彼女を助けるために未来の自分が渡したのだと悟り、彼女を図書館のデータベースに保存した。2016年クリスマススペシャル『リヴァー・ソングの夫』で再登場し、ダリリアム星で12代目ドクターが彼女に渡したことが判明した。
ソニック・ステッキ
『ヒトラーを殺そう！』(2011) で登場。11代目ドクターが使用した。タキシードの杖に類似するが、最上部の球体は4分割され、ソニック・ドライバーの先端部と同様の部品が備わっている。
ソニック調査機（ソニック・プローブ）
『無情に流れる時間』(2011) で初登場。ドクターやローリーと異なる時間の流れに取り残されたエイミーが製作し、この状況を作ったドクターを憎んでソニック・ドライバーとは名付けずソニック調査機（ソニック・プローブ）と命名した。エイミーが過去の自分とリンクして救出される助けとなった。UNITのブラックアーカイブにも同型の機器が保管されている。
『永遠の別れ』(2006) ではダーレク四人衆のリーダーであるセクがソニック・ドライバーをソニック・プローブと誤認している。
ソニック・グラス
『魔術師の弟子』(2016) で初登場。12代目ドクターが使用し、初登場時にはソニック・ドライバーをもはや持っていないと告げてただサングラスとして装着していた。包囲するダーレクから逃れる際に起動してターディスを出現させ、ソニック・ドライバーの代わりとなるウェアラブル端末であることが明かされた。ソニック・ドライバーと同様の機能のほかに、立体映像の投影、エイリアンによる脳への信号の消去、インターネットの閲覧や電子メールの送受信などがある。
ソニック・グラスはバイキングの戦士によりドクターの顔から外されて折られてしまうが、その後も登場した。ソニック・ドライバーが劇中に復帰した後にも使用されている。
12代目ドクターは真空に長時間晒されて失明し、視力が回復するまではソニック・グラスで視覚を補っていた。周囲をスキャンして情報を脳に送信しており、物体の輪郭や身長・体重・年齢・性別・心拍数などが緑色で表示される。ただし顔や衣服などを視認することはできず、画面の表示や平面に書かれた文字を読み取ることも不可能である。

## 評価
クラシックシリーズでは多用されていなかったため、クラシックシリーズのキャストや製作陣の間では新シリーズでの頻繁な登場対し否定的な意見も見られる。クラシックシリーズの脚本編集者パトリック・カートメルは、もし番組に復帰するとすればまずソニック・ドライバーを番組から取り除くと主張している。7代目ドクター役のシルベスター・マッコイもまた、新シリーズのドクターがソニック・ドライバーに頼り過ぎであると批判している。